# SMS König Albert
El SMS König Albert fue un acorazado de la clase Kaiser construido en Alemania antes de la Primera Guerra Mundial, que sirvió en la Flota de Alta Mar de la Kaiserliche Marine durante la guerra.
El König Albert fue el buque final de la serie de cinco que componían la clase Kaiser. Fue el único buque de la flota imperial en recibir el nombre de SMS König Albert en honor al rey Alberto de Sajonia.
Durante la guerra, el König Albert fue asignado a la III Escuadra de acorazados junto con sus compañeros de clase. Al finalizar la contienda, fue internado en Scapa Flow, donde participó en el autohundimiento de la flota alemana el 21 de junio de 1919, para evitar que esta fuera repartida como botín de guerra por los aliados.
El pecio fue rescatado y desguazado en la década de 1930.